# Philipp Johann Ferdinand Schur
Philipp Johann Ferdinand Schur (1799-1878) fue un botánico austríaco (del Reino de Prusia). Se lo conoce principalmente por su monumental obra Enumeratio plantarum Transsilvaniae, con multitud de ediciones. También fue adquiriendo y obteniendo de propia mano, una enorme colección de especímenes de herbario, encontrándose hoy en los Herbarios Lviv, y en Oberösterreichschen.

## Honores

### Eponimia
- (Asteraceae) Carduus × schurii Nyár.[3]
- (Euphorbiaceae) Euphorbia × schurii Simonk.[4]
- (Lamiaceae) Ajuga schurii Rouy[5]
- (Orchidaceae) Dactylorhiza schurii (Klinge) Aver.[6]
- (Poaceae) Koeleria schurii Ujhelyi[7]
- (Polygonaceae) Polygonum schurii Fuss[8]
- (Ranunculaceae) Aconitum schurii Beck[9]
- (Rhamnaceae) Rhamnus × schurii Kárpáti[10]
- (Rosaceae) Potentilla schurii Fuss ex Zimmeter[11]

- La abreviatura «Schur» se emplea para indicar a Philipp Johann Ferdinand Schur como autoridad en la descripción y clasificación científica de los vegetales.[12]